# Effectif et bilan saison par saison du Stade lorrain université club Nancy basket
Cet article présente les effectifs et le bilan saison par saison du Stade Lorrain Université Club Nancy Basket :

## Bilan en Championnat
| Saison    | Championnat | Journées | Matches        | Classement final | Play-off      | Équipe |
| 1985-1986 | N2          | 22       | 12V - 10D      | 17e              | -             | - |
| 1986-1987 | N2          | 32       | 13V - 19D      | 19e              | -             | - |
| 1987-1988 | N1B         | 28       | 14V - 1N - 13D | 7e               | 1/2 Finales   | David Pope, Jean-Claude Sylva, Rick Gallon, Frédéric Domon, Pascal Dassonville, Olivier Hergott, Christophe Gorak, Christophe Lion, Benoît Marchal, Laurent Vigneron, Luc Bisset, Xavier Kulinicz |
| 1988-1989 | N1B         | 30       | 15V - 15D      | 10e              | -             | Greg Cavener, Kenny Fields, Jean-Claude Sylva, Frédéric Domon, Philippe Laperche, Stéphane Roy, Christophe Gorak, Xavier Kulinicz, Christophe Lion, Luc Bisset, Laurent Vigneron |
| 1989-1990 | N1B         | 28       | 7V - 21D       | 14e              | -             | Phil Stinnie, Vince Taylor, Frédéric Domon, Christophe Gorak, Christophe Lion, Philippe Laperche, Stéphane Roy, Xavier Kulinicz, Emmanuel Laurent, Laurent Vigneron, Kenny Green |
| 1990-1991 | N1B         | 22       | 11V - 21D      | 14e              | -             | James Banks, Brian Rowson, Frédéric Domon, Christophe Lion, Dominique Cren, Philippe Laperche, Philippe Blancq, Stéphane Kreit, Xavier Kulinicz, Laurent Eisenbach, Sébastien Munos, Leonard Allen |
| 1991-1992 | N1B         | 26       | 14V - 12D      | 5e               | 1/4 de finale | James Banks, Ronnie Smith, Benkali Kaba, Christophe Lion, Paul Bergman, Jean-Marc Sétier, Dominique Cren, Oclidio Lopez, Stéphane Kreit, Laurent Eisenbach |
| 1992-1993 | NA2         | 26       | 16V - 10D      | 4e               | 16e de finale | James Banks, Mike Williams, Ahmadou Keita, Christophe Lion, Jean-Olivier Peloux, Drissa Dié, Benkali Kaba, Paul Bergman, Oclidio Lopez, Badou Kaba, Bob Martin |
| 1993-1994 | Pro B       | 34       | 30V - 4D       | Champion         |               | James Banks, Jean-Olivier Peloux, Christophe Lion, Oclidio Lopez, Badou Kaba, Bastien Capy, Drissa Dié, Claude Williams, Ahmadou Keita, Jim Chambers, Sacha Pantic |
| 1994-1995 | Pro A       | 26       | 6V - 20D       | 13e              | -             | Lance Miller, Derrick Lewis, Ahmadou Keita, Christophe Lion, Alex Sylva, Cecil Ruker, Jim Chambers, Sacha Pantic, Sébastien Lafargue, Cyril Julian, Thierry Pons, Dell Demps, Fennis Dembo, Marcus Liberty |
| 1995-1996 | Pro A       | 30       | 15V - 15D      | 8e               | 1/4 de finale | Pat Durham, Derrick Lewis, Ahmadou Keita, Hervé Dubuisson, Éric Cérase, Marc Bousinière, Cyril Julian, Jim Chambers, Thierry Pons |
| 1996-1997 | Pro A       | 30       | 15V - 15D      | 8e               | 1/4 de finale | Mike Ratliff, Pat Durham, Derrick Lewis, Cyril Julian, Éric Cérase, Christophe Lion, Marc Bousinière, Pascal Perrier-David, Ismaïla Sy, Philippe Faury, Jean-Frédéric Monetti, Jimmy Oliver |
| 1997-1998 | Pro A       | 30       | 14V - 16D      | 9e               | -             | Pat Durham, Isaac Fontaine, Christophe Lion, Cyril Julian, Derrick Lewis, Phil Handy, Éric Cérase, Ismaïla Sy, Frédéric Monetti, Maxime Zianveni, Frédéric Méline Encadrement : Jean-Jacques Eisenbach (Président), Olivier Veyrat (entraîneur), François Steinebach (assistant) |
| 1998-1999 | Pro A       | 30       | 18V - 12D      | 8e               | 1/4 de finale | Jerome Robinson, Keith Hill, Larry Lawrence, Derrick Lewis, Christophe Lion, Éric Cérase, Ismaïla Sy, Pekka Markkanen, Maxime Zianveni, Frédéric Méline, Yannick Gagneur Encadrement : Jean-Jacques Eisenbach (Président), Olivier Veyrat (entraîneur), François Steinebach (assistant) |
| 1999-2000 | Pro A       | 30       | 13V - 17D      | 10e              | -             | Pat Durham, Steve Payne, Christophe Lion, Derrick Lewis, Larry Lawrence, Ismaïla Sy, Andrew Brook, Pekka Markkanen, Yannick Gagneur, Maxime Zianveni, Éric Cérase, Régis Racine Encadrement : Jean-Jacques Eisenbach (Président), Hervé Dubuisson (entraîneur), Sylvain Lautié (assistant) |
| 2000-2001 | Pro A       | 30       | 19V - 11D      | 6e               | 1/4 de finale | Ismaïla Sy, Mike James, John White, Ricky Price, Cyril Julian, Roman Rubchenko, Derrick Lewis, Shea Seals, Pat Durham, Maxime Zianveni, Yannick Gagneur, Moussa Badiane, Kiaku Tomaku, Mouhamadou M'Bodji, Encadrement : Jean-Jacques Eisenbach (Président), Hervé Dubuisson (entraîneur), Sylvain Lautié (assistant)                                                                                  |
| 2001-2002 | Pro A       | 30       | 18V - 12D      | 8e               | 1/4 de finale | Goran Bošković, Ross Land, Stevin Smith, Cyril Julian, Fabien Dubos, Joseph Gomis, Vincent Masingue, Maxime Zianveni Encadrement : Jean-Jacques Eisenbach (président), Sylvain Lautié (entraîneur), Benoist Burguet (assistant) |
| 2002-2003 | Pro A       | 30       | 17V - 13D      | 6e               | 1/4 de finale | Velibor Radović, Vincent Masingue, Jo Jo Garcia, Adrian Autry, Gregor Hafnar, Keith Jennings, Alexander Lokhmanchuk, Cory Carr, Franck Mériguet, Maxime Zianveni, Brice Bisseni, Nikola Dževerdanović, Vincent Mendy, Gary Phaeton Encadrement : Jean-Jacques Eisenbach (Président), Sylvain Lautié (entraîneur), Benoist Burguet (assistant)                                                          |
| 2003-2004 | Pro A       | 34       | 17V - 17D      | 9e               | -             | Randolph Childress, Dušan Nedić, Fred Vinson, Velibor Radović, Vincent Masingue, Maxime Zianveni, Jo Jo Garcia, Ismaïla Sy, Filip Videnov, Yannick Gagneur, Goran Ćakić, Vincent Mendy, Maurice Beyina, Gary Phaeton, Rodrigues Mels, Aurélien Salmon, Nikola Dževerdanović, Julien Bestron Encadrement : Jean-Jacques Eisenbach (Président), Sylvain Lautié (entraîneur), Philippe Namyst (assistant) |
| 2004-2005 | Pro A       | 34       | 20V - 14D      | 8e               | Finaliste     | Maurice Bailey, Djordje Petrović, Dan McClintock, Moustapha N'Diaye, Maxime Zianveni, Filip Videnov, Meir Tapiro, Vincent Masingue, DeRon Hayes, Tariq Kirksay Encadrement : Christian Fra (Président), Jean-Luc Monschau (entraîneur), Philippe Namyst (assistant) |
| 2005-2006 | Pro A       | 34       | 26V - 8D       | 2e               | Finaliste     | Maxime Zianveni, Tariq Kirksay, Cyril Julian, Dan McClintock, Maurice Bailey, Jermaine Boyette, Marques Green, DeRon Hayes, Ryan Hoover, Ted Berry, Moussa Badiane, Aurélien Salmon, David Morabito, Mateusz Kasperzec, Amadou Aboubakar Zaki Encadrement : Christian Fra (Président), Jean-Luc Monschau (entraîneur), Philippe Namyst (assistant)                                                     |
| 2006-2007 | Pro A       | 34       | 25V - 9D       | 1er              | Finaliste     | Branko Milisavljević, John Linehan, Ricky Soliver, Cedrick Banks, DeRon Hayes, Tariq Kirksay, Maxime Zianveni, Victor Samnick, Cyril Julian, Dan McClintock, Seidou N'Joya, Amadou Aboubakar Zaki Encadrement : Christian Fra (Président), Jean-Luc Monschau (entraîneur), Cédric Heitz (assistant) |
| 2007-2008 | Pro A       | 30       | 21V - 9D       | 2e               | Champion      | Zabian Dowdell, Pape-Philippe Amagou, Cyril Julian, Jeff Greer, Terence Parker, D. J. Harrison, Amadou Aboubakar Zaki, Victor Samnick, Ricardo Greer, Mike Bauer Encadrement : Christian Fra (Président), Jean-Luc Monschau (entraîneur), Cédric Heitz (assistant) |
| 2008-2009 | Pro A       | 30       | 20V - 10D      | 4e               | 1/2 finale    | Ricardo Greer, Michel Morandais, Victor Samnick, Lamayn Wilson, Steed Tchicamboud, Akin Akingbala, Cyril Julian, Jeff Greer, Terence Parker, Amadou Aboubakar Zaki, Rod Benson, John Cox, Stephen Brun, Seidou N'Joya, Yohann Jacques Encadrement : Christian Fra (Président), Jean-Luc Monschau (entraîneur), Cédric Heitz (assistant)                                                                |
| 2009-2010 | Pro A       | 30       | 19V - 11D      | 5e               | 1/4 de finale | Ricardo Greer, Marcus Slaughter, Kaniel Dickens, Lesly Bengaber, Steed Tchicamboud, Akin Akingbala, Jeff Greer, John Cox, Stephen Brun, Seidou N'Joya, Yohann Jacques Encadrement : Christian Fra (Président), Jean-Luc Monschau (entraîneur), Cédric Heitz (assistant) |
| 2010-2011 | Pro A       | 30       | 21V - 9D       | 2e               | Champion      | Akin Akingbala, Kenny Grant, Moussa Badiane, Seidou N'Joya, John Linehan, Tremmell Darden, Victor Samnick, Stephen Brun, Terrance Johnson, Willie Deane, Encadrement : Christian Fra (Président), Jean-Luc Monschau (entraîneur), Cédric Heitz (assistant) |
| 2011-2012 | Pro A       | 30       | 18V - 12D      | 5e               | 1/4 de finale | John Linehan, Pape-Philippe Amagou, Kenny Grant, Jamal Shuler, Bernard King, Adrien Moerman, Victor Samnick Abdel Kader Sylla, Rob Kurz, Akin Akingbala Encadrement : Christian Fra (Président), Jean-Luc Monschau (entraîneur), Cédric Heitz (assistant) |
| 2012-2013 | Pro A       | 30       | 12V - 18D      | 14e              |               | John Linehan, Marcellus Sommerville, Nicholas Pope, Shawn King, Torrell Martin, Souleymane Diabate, Bingo Merriex, Hervé Touré, Kenny Grant Jamal Shuler, Abdel Kader Sylla, Romain Pintiaux, Benjamin Sene, Vincent Pourchot, Kingsley Pinda Encadrement : Christian Fra (Président), Jean-Luc Monschau (entraîneur), Cédric Heitz (assistant)                                                        |
| 2013-2014 | Pro A       | 30       | 18V - 12D      | 4e               | 1/2 finale    | Austin Nichols, Paul Harris, Randal Falker, Clevin Hannah, Marcus Banks, Florent Piétrus, Nicholas Pope Jean-Michel Mipoka, Kenny Grant, Maxime Zianveni, John Linehan, Devin Booker, Benjamin Sene, Lenny Charles-Catherine Encadrement : Christian Fra (Président), Alain Weisz (entraîneur), Miguel Calero (assistant)                                                                              |
| 2014-2015 | Pro A       | 30       |                |                  |               | Keydren Clark, Darius Adams, Sergiy Gladyr, Florent Piétrus, Vaughn Duggins, Randal Falker, Bandja Sy, Kim English, Ryan Reid Benjamin Sene, Maxime Zianveni, Valentin Bigote, Alexis Thomas, Damir Krupalija, Lenny Charles-Catherine, Geoffrey Delarboulas Encadrement : Christian Fra (Président), Alain Weisz (entraîneur), Miguel Calero (assistant)                                              |

## Bilan en Coupe d'Europe
| Saison    | Coupe              |                   |
| 1996-1997 | Coupe Korac        | 16e de finale     |
| 1997-1998 | Coupe Korac        | 16e de finale     |
| 1999-2000 | Coupe Korac        | 16e de finale     |
| 2001-2002 | Coupe Korac        | Vainqueur         |
| 2002-2003 | FIBA Champions Cup | (1er tour)        |
| 2003-2004 | Fiba Cup           | (1er tour)        |
| 2005-2006 | Euro Cup           | (1er tour)        |
| 2006-2007 | Coupe ULEB         | (8e de finale)    |
| 2007-2008 | Coupe ULEB         | (1er tour)        |
| 2008-2009 | Euroleague         | (1er tour)        |
| 2009-2010 | EuroCup            | (Phase régulière) |
| 2010-2011 | EuroChallenge      | (Phase régulière) |
| 2011-2012 | Euroleague         | (1er tour)        |
| 2012-2013 | EuroChallenge      | (Phase régulière) |
| 2014-2015 | EuroCup            |                   |

## Bilan en Coupe de France
| Saison    | Seizièmes de Finale                        | Huitièmes de Finale                        | Quarts de Finale                    | Demi-Finale                    | Finale                 |
| 1994-1995 |                                            | PSG Racing - Nancy 101-80                  |                                     |                                |                        |
| 1995-1996 | Le Havre (PRO B) - Nancy 73-75             | Tourcoing (N2) - Nancy 91-98               | Levallois - Nancy 82-78             |                                |                        |
| 1996-1997 | Nancy - Dijon 80-70                        | Valence-Condom (N2) - Nancy 75-84          | Poissy-Chatou (PRO B) - Nancy 61-74 | Nancy - Pau Orthez 76-65       | ASVEL - Nancy 67-58    |
| 1997-1998 | Limoges - Nancy 95-80                      |                                            |                                     |                                |                        |
| 1998-1999 | Châlons-en-Champagne (PRO B) - Nancy 72-81 | Angers (PRO B) - Nancy 78-85               | PSG Racing - Nancy 70-55            |                                |                        |
| 1999-2000 | Nantes (PRO B) - Nancy 58-69               | Chalon-sur-Saône - Nancy 67-64             |                                     |                                |                        |
| 2000-2001 | Besançon - Nancy 87-79                     |                                            |                                     |                                |                        |
| 2001-2002 | Reims (PRO B) - Nancy 84-96                | Valence-Condom (N1) - Nancy 79-96          | Le Mans - Nancy 73-83               | Pau Orthez - Nancy 94-72       |                        |
| 2002-2003 | Brest (PRO B) - Nancy 82-102               | Nancy - Strasbourg : 81-66                 | Pau Orthez - Nancy 101-77           |                                |                        |
| 2003-2004 | Charleville (N1) - Nancy 67-84             | Limoges - Nancy 87-86                      |                                     |                                |                        |
| 2004-2005 | Saint-Etienne (PRO B) - Nancy 60-78        | Nancy - Le Mans 69-64                      | Cholet - Nancy 79-78                |                                |                        |
| 2005-2006 | Andrézieux (N2) - Nancy 66-93              | Châlons en Champagne (PRO B) - Nancy 75-64 |                                     |                                |                        |
| 2006-2007 | Limoges (PRO B) - Nancy 69-63              |                                            |                                     |                                |                        |
| 2007-2008 | Paris-Levallois - Nancy 68-70              | Vichy - Nancy 64-72                        | ASVEL - Nancy 78-67                 |                                |                        |
| 2008-2009 | Orléans - Nancy 58-64                      | Poitiers (PRO B) - Nancy 72-61             | Limoges (PRO B) - Nancy 67-90       | Roanne - Nancy 74-89           | Le Mans - Nancy 79-65  |
| 2009-2010 | Le Protel (PRO B) - Nancy 88-90            | Strasbourg - Nancy 76-85                   | Rouen - Nancy 82-80                 |                                |                        |
| 2010-2011 | Rouen (PRO B) - Nancy 63-88                | Le Mans - Nancy 70-75                      | Nancy - Le Havre 92-71              | Nancy - Chalon-sur-Saône 62-71 |                        |
| 2011-2012 | Bourg-en-Bresse (PRO B) - Nancy 65-86      | Nancy - Strasbourg 72-62                   | Le Havre - Nancy 66-65              |                                |                        |
| 2012-2013 | Boulogne-sur-Mer (PRO B) - Nancy 103-87    |                                            |                                     |                                |                        |
| 2013-2014 | Nancy - Strasbourg 62-52                   | Le Havre - Nancy 74-88                     | Le Mans - Nancy 49-59               | Nancy - Dijon 70-57            | Nanterre - Nancy 55-50 |
| 2014-2015 | Nancy - Gravelines-Dunkerque 68-94         | Nancy - Nanterre 93-79                     |                                     |                                |                        |

Total : 57 matches, 36 victoires, 21 défaites

## Bilan en Semaine des As
| Saison | Quarts de Finale                  | Demi-finale                     | Finale                    |
| 2003   | Lyon-Villeurbanne - Nancy 54-68   | Le Havre - Nancy 92-86          |                           |
| 2004   | Nancy - Pau-Orthez 73-68          | Dijon - Nancy 79-77             |                           |
| 2005   | Strasbourg - Nancy 73-82          | Chalon-sur-Saône - Nancy 65-73  | Gravelines - Nancy 76-112 |
| 2006   | Strasbourg - Nancy 72-81          | Bourg-en-Bresse - Nancy 92-90   |                           |
| 2007   | Nancy - Orléans 84-78             | Le Mans - Nancy 78-70           |                           |
| 2008   | Nancy - Hyères-Toulon 95-98       |                                 |                           |
| 2009   | Asvel - Nancy 62-55               |                                 |                           |
| 2010   | Nancy - Roanne 68-90              |                                 |                           |
| 2011   | Nancy - Lyon-Villeurbanne 107-108 |                                 |                           |
| 2012   | Nancy - Cholet 78-74              | Nancy - Chalon-sur-Saône 66-106 |                           |
| 2014   | Strasbourg - Nancy 79-71          |                                 |                           |

## Parcours historiques

### 2001-2002
Parcours du SLUC en coupe Korac
Tour préliminaire
- 02/10/2001 Braunschweig (All) - SLUC Nancy : 74-93
- 24/10/2001 SLUC Nancy - Braunschweig: 103-80

Phase de groupe : Groupe B
- 14/11/2001 SLUC Nancy - FC Porto: 106-82
- 05/12/2001 SLUC Nancy - Verona: 90-79
- 12/12/2001 Anvers - SLUC Nancy: 78-80
- 19/12/2001 FC Porto - SLUC Nancy: 101-98
- 09/01/2002 Verona - SLUC Nancy: 90-97
- 16/01/2002 SLUC Nancy - Anvers: 84-81

Huitième de Finale
- 29/01/2002 Bayer Leverkusen (All) - SLUC Nancy: 87-80
- 06/02/2002 SLUC Nancy - Bayer Leverkusen: 104-95

Quarts de Finale
- 27/02/2002 SLUC Nancy - JDA Dijon: 95-72
- 06/03/2002 JDA Dijon - SLUC Nancy: 79-66

Demi-Finale 
- 20/03/2002 SLUC Nancy - Pivovarna Lasko (Slo): 89-58
- 27/03/2002 Pivovarna Lasko - SLUC Nancy: 94-83

Finale
- 10/04/2002 SLUC Nancy - Mineralnye Vody (Rus): 98-72
- 17/04/2002 Mineralnye Vody - SLUC Nancy: 95-74

### 2008-2009
Parcours détaillé du SLUC Nancy en Euroligue 2008/09 :
- - Défaite contre Regal FC Barcelona 54 - 82
  - Défaite à Asseco Prokom Sopot 91 - 62
  - Défaite contre le Panathinaïkos 70 - 80
  - Victoire contre Žalgiris Kaunas 69 - 64
  - Défaite à Montepaschi Siena 86 - 63
  - Défaite à Regal FC Barcelona 91 - 68
  - Victoire contre Asseco Prokom Sopot 78 - 70
  - Défaite à Panathinaïkos 83 - 69
  - Défaite à Žalgiris Kaunas 105 - 94
  - Défaite contre Montepaschi Siena 79 - 103

## Effectif des saisons historiques

### 1993-1994
Effectif de la saison historique de la montée :
- 4  James Banks
- 5  Jean-Olivier Peloux
- 6  Christophe Lion
- 7  Oclidio Lopez
- 9  Badou Kaba
- 10  Bastien Capy
- 11  Drissa Dié
- 12  Claude Williams
- 13  Ahmadou Keita
- 14  Jim Chambers
- 15  Sacha Pantic

Entraîneur :  Olivier Veyrat

### 1999-2000
- 4  Pat Durham
- 5  Ismaila Sy
- 6  Christophe Lion
- 7  Régis Racine
- 8  Eric Cérase
- 10  Pekka Markannen
- 11  Steve Payne
- 12  Derrick Lewis
- 14  Larry Lawrence
- 15  Maxime Zianveni
- Chris King

Entraîneur :  Hervé Dubuisson
Entraineur-adjoint :  François Steinebach

### 2000-2001
- 4  Mike James
- 5  Ismaila Sy
- 6  Kiaku Tomaku
- 7  Cyril Julian
- 8  Ricky Price
- 9  Moussa Badiane
- 11  Yannick Gagneur
- 12  Derrick Lewis
- 14  Roman Rubchenko
- 15  Maxime Zianveni
- Shea Seals
- Pat Durham
- John White

Entraîneur :  Hervé Dubuisson
Entraineur-adjoint :  Sylvain Lautié

### 2001-2002
Effectif vainqueur de la Coupe Korac 2002 :
- 4  Goran Bošković
- 5  Ross Land
- 6  Stevin Smith
- 7  Cyril Julian
- 10  Fabien Dubos
- 11  Joseph Gomis
- 13  Vincent Masingue
- 15  Maxime Zianveni

Entraîneur :  Sylvain Lautié
Entraineur-adjoint :  Benoist Burguet

### 2002-2003
- 5  Jojo Garcia
- 6  Nikola Dzeverdanovic
- 7  Adrian Autry (en)
- 8  Keith Jennings
- 9  Gregor Hafnar
- 10  Franck Meriguet
- 11  Brice Bisseni
- 12  Vincent Mendy
- 13  Vincent Masingue
- 14  Alexander Lokhmanchuk
- 15  Maxime Zianveni

Entraîneur :  Sylvain Lautié
Entraineur-adjoint :  Benoist Burguet

### 2003-2004
- 4  Borko Radovic (en)
- 5  Jojo Garcia
- 6  Maurice Beyina
- 7  Dusan Nedir
- 8  Gary Phaeton
- 9  Fred Vinson (en)
- 11  Rodrigue Mels
- 12  Vincent Mendy
- 13  Vincent Masingue
- 15  Maxime Zianveni
- Randolph Childress
- Ismaila Sy
- Yannick Gagneur
- Filip Videnov
- Nikola Dzeverdanovic

Entraîneur :  Sylvain Lautié
Entraineur-adjoint : Philippe Namyst

### 2004-2005
Effectif vainqueur de la Semaine des As et finaliste du championnat de Pro A 2005 :
- - 4  Maurice Bailey
  - 6  Djordje Petrović
  - 7  Dan McClintock
  - 8  Vincent Mendy
  - 9  Moustapha N'Diaye
  - 10  Maxime Zianveni
  - 11  Filip Videnov
  - 12  Meir Tapiro
  - 13  Vincent Masingue
  - 14  DeRon Hayes
  - 15  Tariq Kirksay

Entraîneur :  Jean-Luc Monschau
Entraineur-adjoint :  Philippe Namyst

### 2006-2007
Effectif premier de la saison régulière de Pro A 2007 et finaliste du championnat de Pro A 2007 :
- -  Branko Milisavljević
  -  John Linehan
  -  Ricky Soliver
  -  Cedrick Banks
  -  DeRon Hayes
  -  Tariq Kirksay
  -  Maxime Zianveni
  -  Victor Samnick
  -  Cyril Julian
  -  Dan McClintock
  -  Seidou N'Joya

Entraîneur :  Jean-Luc Monschau

### 2007-2008
Effectif Champion de France de Pro A 2008 :
- - 4  Zabian Dowdell
  - 5  Pape-Philippe Amagou
  - 7  Cyril Julian
  - 8  Jeff Greer
  - 9  T.J. Parker
  - 10  D. J. Harrison
  - 11  Roger Zaki
  - 13  Victor Samnick
  - 14  Ricardo Greer
  - 15  Mike Bauer
  - Entraîneur :  Jean-Luc Monschau

### 2010-2011
Effectif Champion de France de Pro A 2011 :
- - 5  Akin Akingbala
  - 6  Kenny Grant
  - 7  Moussa Badiane
  - 10  Seidou NJoya
  - 11  John Linehan
  - 12  Tremmell Darden
  - 13  Victor Samnick
  - 15  Stephen Brun
  - 17  Terrance Johnson
  - 18  Willie Deane
  - Entraîneur :  Jean-Luc Monschau